# Bandengan (Kota Kendal)
Bandengan is een bestuurslaag in het regentschap Kendal van de provincie Midden-Java, Indonesië. Bandengan telt 4459 inwoners (volkstelling 2010).